# Memadion
Memadion (hebreiska: ממדיון) är en park i Israel.   Den ligger i distriktet Tel Aviv-distriktet, i den norra delen av landet. Memadion ligger 11 meter över havet.
Terrängen runt Memadion är platt. Havet är nära Memadion åt nordväst. Runt Memadion är det mycket tätbefolkat, med 4 670 invånare per kvadratkilometer. Närmaste större samhälle är Ramat Gan, 2,4 km söder om Memadion. Runt Memadion är det i huvudsak tätbebyggt.